# Josias Roulez
Josias Roulez (26 december 1996) is een Belgische voetballer. Hij speelt als aanvaller bij ACS Poli Timișoara.

## Carrière
Roulez werd opgeleid door RSC Anderlecht en maakte later de overstap naar de jeugdacademie van Jean-Marc Guillou in Tongerlo, die toen samenwerkte met Lierse SK. Op 24 mei 2015 maakte hij zijn officiële debuut voor Lierse in de eindrondewedstrijd tegen Lommel United Hij viel in de 57e minuut in voor Ahmed Abdelaal en scoorde in zijn debuutwedstrijd meteen via een penalty. In het seizoen 2015/16 mocht hij slechts twee wedstrijden spelen.
Nadat zijn contract bij Lierse afliep, bleef Roulez een tijdje zonder club. Na passages bij UR La Louvière Centre en Wallonia Walhain tekende hij op 5 februari 2019 voor de Roemeense tweedeklasser ACS Poli Timișoara.

## Statistieken
| Seizoen        | Club           | Land            | Competitie         | Competitie | Competitie | Beker | Beker | Internationaal | Internationaal | Totaal | Totaal |
| Seizoen        | Club           | Land            | Competitie         | Wed.       | Dlp.       | Wed.  | Dlp.  | Wed.           | Dlp.           | Wed.   | Dlp.   |
| -------------- | -------------- | --------------- | ------------------ | ---------- | ---------- | ----- | ----- | -------------- | -------------- | ------ | ------ |
| 2014/15        | K. Lierse SK   | Vlag van België | Jupiler Pro League | 1          | 1          | 0     | 0     | —              | —              | 1      | 1      |
| 2015/16        | K. Lierse SK   | Vlag van België | Tweede Klasse      | 2          | 1          | 0     | 0     | —              | —              | 2      | 1      |
| Carrièretotaal | Carrièretotaal | Carrièretotaal  | Carrièretotaal     | 3          | 2          | 0     | 0     | 0              | 0              | 3      | 2      |

Bijgewerkt t/m 3 september 2015.